# Slaughterhouse on the Prairie
Slaughterhouse on the Prairie è il ventitreesimo album in studio del chitarrista statunitense Buckethead, pubblicato il 19 marzo 2009 dalla Hatboxghost Music.

## Il disco
Le prime due tracce del disco, LeBron e LeBron's Hammer, sono dedicate al noto cestista statunitense LeBron James, in occasione del suo 24º compleanno. Era inizialmente possibile scaricare questi brani gratuitamente dal sito ufficiale di Buckethead insieme ad un'altra traccia, King James, anch'essa dedicata al sopracitato atleta. Il brano Iceman invece è dedicata ad un altro cestista statunitense, George Gervin.
La traccia conclusiva Rack Maintenance Part 2 è il seguito di Rack Maintenance, settima traccia di Kaleidoscalp (2005). La base di batteria del brano Don't Use Roosts If You Raise Broilers fu riutilizzata nel brano Open Coffin Jamboree presente in Forensic Follies, mentre alcuni campionamenti di chitarra e di batteria batteria del brano Robot Checkerboard sono stati utilizzati successivamente per la title track dell'album Forensic Follies. Inoltre, il brano Collecting Specimens viene riportato nel libretto come Home for the Hemorrhage.

## Tracce
Musiche di Buckethead e Dan Monti.
1. LeBron – 4:33
2. LeBron's Hammer – 3:43
3. Blood Bayou – 2:57
4. Iceman (Tribute to George Gervin) – 2:05
5. Don't Use Roosts If You Raise Broilers – 3:28
6. Robot Checkerboard – 4:28
7. Premonition – 2:42
8. Crouching Stump Hidden Limb – 3:08
9. Goat Host – 2:35
10. The Stretching Room – 3:11
11. Pumpkin Pike – 2:51
12. Collecting Specimens – 2:46
13. Rack Maintenance Part 2 – 3:23

## Formazione
- Buckethead – chitarra
- Dan Monti – basso, programmazione, missaggio[1]